# 来住沙耶香
来住 沙耶香（らいじゅう さやか、1985年4月10日 - ）は、日本の女性声優。愛知県出身。A&Gアカデミー出身。

## 出演作品

### テレビアニメ
- RD 潜脳調査室（中谷サーヤ）
- 図書館戦争（キャスター、業務部員C、子供D）

### ドラマCD
- EX!（古森羽月）

### ラジオ
- 超!A&Gミュージック+30 - 火曜パーソナリティ（超!A&G+　2007年9月 - ）